# Big Ben Bolt
Big Ben Bolt é uma tira de quadrinhos desenhada por John Cullen Murphy, escrita por Elliot Caplin e distribuída pelo King Features Syndicate sobre um  personagem de mesmo nome, lutador de boxe e jornalista. No Brasil, Big Ben Bolt teve revista própria publicada pela Rio Gráfica Editora, apareceu na revista Gibi Semanal da mesma editora e mais recentemente na revista Stripmania da Opera Graphica Editores.  
O artista Murphy se alistou no Exército dos Estados Unidos em 1940, servindo no 7º Regimento. Ele passou muitos anos no Pacífico, começando na Austrália e indo até Tóquio. Durante a Segunda Guerra Mundial, Murphy continuou com suas ilustrações, enviando trabalhos para o jornal Chicago Tribune e pintou retratos de militares. De volta aos Estados Unidos em 1946, ele retomou sua carreira de ilustrador, desenhando para revistas tais como Columbia, Liberty e Sport. 

## Personagens e histórico
Em 1950, o escritor Elliot Caplin (irmão do criador de Li'l Abner, Al Capp) sugeriu a  Murphy que desenhasse uma tira sobre boxe que tinha em mente. A tira se basearia nas aventuras do lutador e jornalista Ben Bolt. Murphy desenhou Big Ben Bolt de 1950 até 1978. O pesquisador de quadrinhos Don Markstein escreveu:
"King Features Syndicate lançou a tira diária de Ben em 20 de fevereiro de 1950 e a página dominical em 25 de maio de 1952. O nome do personagem foi provavelmente tirado do poema do inglês Thomas Dunn, "Ben Bolt", que é lembrado desde que foi publicado pela primeira vez em 1843. Também não foi o primeiro desenho com esse nome, pois um painel com o nome Ben Bolt, do cartunista Fanny Young Cory (Other People's Children, Little Miss Muffet), foi iniciado em 1916 como uma paródia do "Ben Bolt" inglês. Não tivera grande repercussão e foi rapidamente esquecido até Caplin e Murphy voltarem com o nome. Ben não seguia os estereotipos. Ao contrário de ser uma grande e burra máquina de bater, ele era uma pessoa articulada e de nível universitário que escolhera a carreira de lutador de boxe por ser bom nisso (venceu o título mundial de pesos-pesados) e não porque não tivesse oportunidade em outras áreas. Assim, quando em 1955 uma lesão o tirou dos ringues, ele se tornou jornalista. Por décadas as tiras se baseariam no que ele escrevia sobre o boxe e não a sua prática". 
Murphy ocasionalmente usava assistentes tais como Al Williamson (Flash Gordon), Alex Kotzky (Apartment 3-G), Neal Adams (Deadman), John Celardo (Tarzan) e Stan Drake (The Heart of Juliet Jones). Em 1971, Murphy assumiu Príncipe Valente e Gray Morrow o substituiu na tira, assinando a partir de 1 de agosto de  1977.
No Brasil, a revista da Opera Graphica Stripmania n. 2, de outubro de 2003, publicou uma tira de Big Ben Bolt desenhada por Joe Kubert sob o título "O terror índio"  um lutador de boxe desconhecido cuja luta contra o campeão mundial fora acompanhada por Ben Bolt. Na apresentação da tira foi incluído um texto de João Sobral onde são contados maiores detalhes da vida de Ben Bolt: passara sua juventude num país da cortina de ferro e chega aos Estados Unidos aos 20 anos de idade. Personagens que aparecem nas tiras são o ex-boxeador Spider Haines, os tios Thadeus e Martha Bolt e a futura namorada Charity O'Hara. No decorrer dos anos, Ben auxiliou um detetive e colaborou com uma agência secreta. A tira foi cancelada em 15 de abril de 1978. Nos últimos anos Ben entrou para a Interpax, uma agência internacional que usa tecnologia (três episódios escritos por Gray Morrow) e numa última tentativa da King Features Syndicate apareceu numa tira em que foi indicado ao Prêmio Nobel da Paz quando foi assassinado durante a cerimônia (desenhos de Neal Adams).

## Prêmios
Murphy recebeu prêmio de melhor cartunista de 1971 concedido pela National Cartoonists Society pelo seu trabalho em Big Ben Bolt e Príncipe Valente.